# اریک رودلف
اریک رودلف (زادهٔ ۱۶ سپتامبر ۱۹۶۶)، که همچنین با عنوان بمبگذار پارک المپیک شناخته می‌شود، دهشت‌افکن آمریکایی است که به چندین بمب‌گذاری با هدف ضدیت با سقط جنین و ضدیت حقوق همجنس‌گرایان در ایالت‌های جنوبی ایالات متحده در بین سال‌های ۱۹۹۶ تا ۱۹۹۸، که منجر به مرگ سه نفر و زخمی شدن ۱۵۰ نفر شد، محکوم شده‌است.. رودلف تا زمان دستگیری‌اش در سال ۲۰۰۳ پنج سال در فهرست ده نفر اول تحت تعقیب اف‌بی‌آی قرار داشت. در سال ۲۰۰۵ به عنوان بخشی از تفاهم معاملهٔ دعوی به تعداد بیشماری از اتهامات قتل ایالتی و فدرال محکوم شد و پنج حبس ابد متوالی را پذیرفت تا از رأی بالقوهٔ اعدام صرف نظر شود. او همچنان در زندان فوق امنیتی ای‌دی‌اکس فلورنس در نزدیکی فلورنس، کلرادو زندانی است.